# 內埔庄 (高雄州)

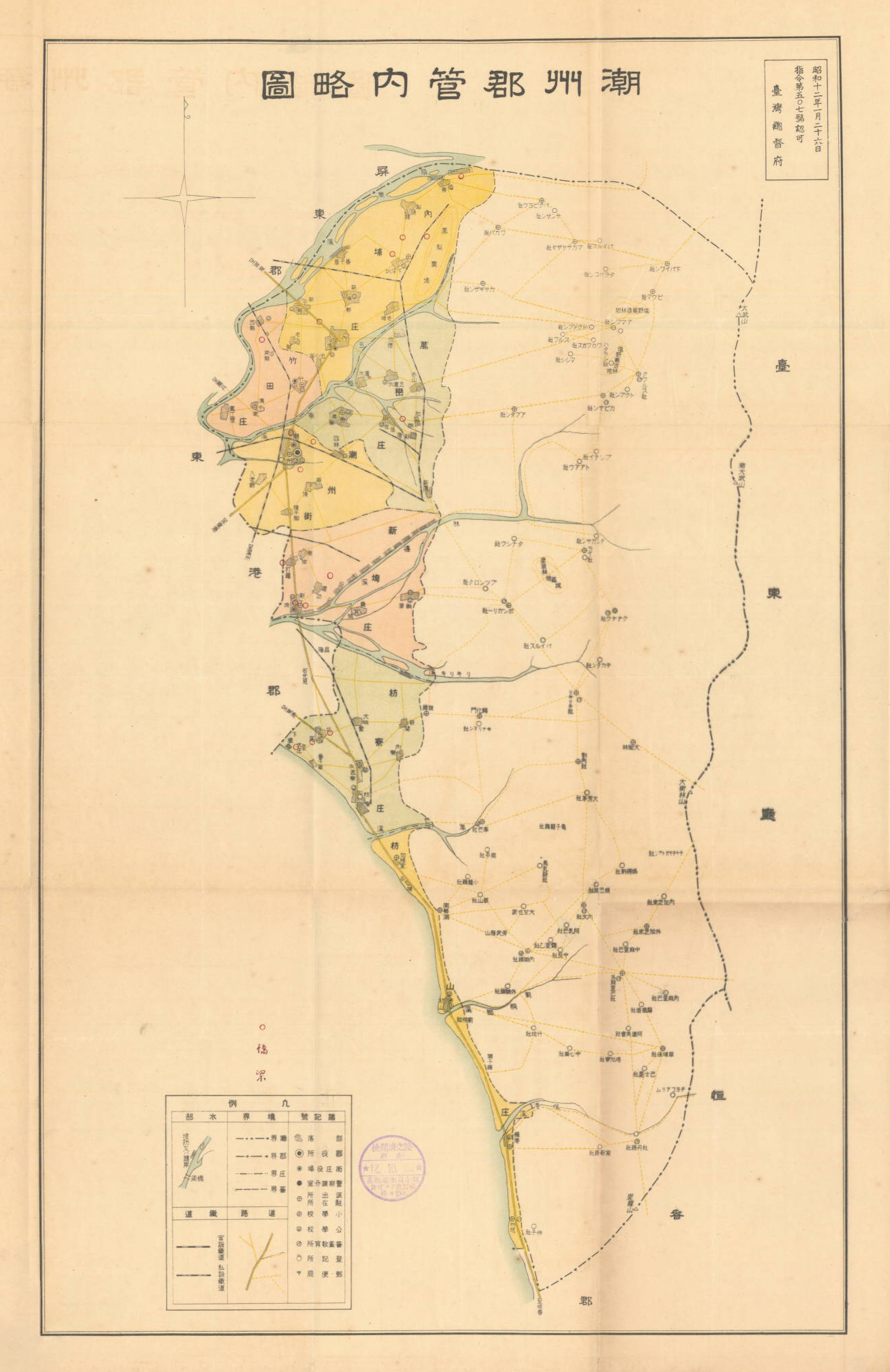
潮州郡管內圖

內埔庄為臺灣日治時期1920年至1945年間存在之行政區，轄屬高雄州潮州郡。今屏東縣內埔鄉。

## 行政區劃
內埔地區在清代屬港西下里、港西中里，在1897年5月分別隸屬於「鳳山縣內埔、阿猴辨務署」。1898年6月18日，鳳山縣併入「臺南縣」，而內埔及萬丹辨務署合併為「潮州庄辨務署」。1899年4月8日，潮州庄辨務署增設「內埔支署」。1900年4月1日，潮州庄辨務署內埔支署改隸「阿猴辨務署」。1900年11月15日，內埔地區分為「內埔區、新東勢區、新北勢區、老埤區」。
1901年11月11日，臺灣的行政區劃改為二十廳，臺南縣被裁撤，阿猴、東港辨務署合併為阿猴廳，內埔地區隸屬於「阿猴廳直轄、內埔支廳」。1904年4月13日，阿猴廳將原有街庄整併。1905年3月，阿猴廳改稱「阿緱廳」。1905年4月1日，內埔支廳被併入「潮州支廳」。內埔地區在1910年的劃分如下：
- 內埔區
  - 港西下里：內埔庄、忠心崙庄
- 新東勢區
  - 港西下里：新東勢庄、老東勢庄
- 新北勢區
  - 港西下里：新北勢庄、老北勢庄
- 老埤區
  - 港西中里：犂頭鏢庄、隘藔庄、老埤庄、番仔厝庄

1920年10月1日，原堡里鄉澚之行政區廢除，街庄社改為大字，而上述四區合併為高雄州潮州郡內埔庄，轄域內分為內埔、忠心崙、新東勢、老東勢、犁頭鏢、隘寮、新北勢、老北勢、老埤、番子厝等10個大字。1932年12月1日，內埔庄隘寮北側的部分隘寮溪河灘地改劃入鹽埔庄。
二戰後，內埔庄改為「高雄縣潮州區內埔鄉」。1950年10月1日，改為「屏東縣內埔鄉」。
| 1900年   | 1900年   | 1900年                                                                 | 1920年 | 1920年 | 現在           |
| 堡里     | 區       | 街庄社                                                                 | 街庄   | 大字   | 鄉鎮           |
| -------- | -------- | ---------------------------------------------------------------------- | ------ | ------ | -------------- |
| 港西下里 | 內埔區   | 內埔庄、魚藔庄、番仔埔庄、早仔角庄、檳榔林庄、溪藔庄                   | 內埔庄 | 內埔   | 內埔鄉         |
| 港西下里 | 內埔區   | 忠心崙庄、牛埔庄、加東樹下庄、埤頭仔下庄、下樹山庄、竹山溝庄、羅經圈庄 | 內埔庄 | 忠心崙 | 內埔鄉         |
| 港西下里 | 新東勢區 | 新東勢庄、景興庄、東片新庄                                             | 內埔庄 | 新東勢 | 內埔鄉         |
| 港西下里 | 新東勢區 | 老東勢庄、上樹山庄、溝背庄、辛屋下庄、塘肚仔庄                         | 內埔庄 | 老東勢 | 內埔鄉         |
| 港西下里 | 新北勢區 | 新北勢庄、上竹頭角庄、四座屋庄、細庄仔庄、竹圍庄、四十份庄、八壽埤庄   | 內埔庄 | 新北勢 | 內埔鄉         |
| 港西下里 | 新北勢區 | 老北勢庄、溝背庄、新屋下庄、虞埔庄、上和順林庄、中和順林庄、下和順林庄 | 內埔庄 | 老北勢 | 內埔鄉         |
| 港西中里 | 老埤區   | 上犁頭鏢庄、下犁頭鏢庄、頂浮圳庄                                       | 內埔庄 | 犁頭鏢 | 內埔鄉         |
| 港西中里 | 老埤區   | 老埤庄、中林庄、下浮圳庄、新杜君英庄                                   | 內埔庄 | 老埤   | 內埔鄉         |
| 港西中里 | 老埤區   | 番仔厝庄、舊大新庄、頂大新庄、下大新庄、舊杜君英庄、舊浮圳庄           | 內埔庄 | 番子厝 | 內埔鄉         |
| 港西中里 | 老埤區   | 舊隘藔庄、新隘藔庄                                                     | 內埔庄 | 隘寮   | 內埔鄉、鹽埔鄉 |

## 區、庄長
- 內埔區長
  - 鍾晉郎二：1910~1920年
- 新東勢區長
  - 邱毓珍：1910~1911年
  - 邱蓮石：1912~1915年
  - 鍾晉郎二：1916~1918年
  - 林保郎：1919~1920年
- 新北勢區長
  - 陳經奎：1910~1914年
  - 陳經生：1915年
  - 陳經奎：1916~1920年
- 老埤區長
  - 林明經：1910~1920年
- 內埔庄長
  - 鍾幹郎：1920~1936年
  - 河津利生：1937~1941年
  - 佐藤善作：1942~1945年[10]

## 設施
- 內埔庄役場
- 內埔皇國農民學校（今內埔國中）
- 內埔公學校→內埔國民學校（今內埔國小）
- 老埤公學校→老埤國民學校（今崇文國小）
- 新北勢公學校→新北勢國民學校（今豐田國小）
- 新東勢公學校→新東勢國民學校（今東勢國小）